# St. Marien (Königshofen)

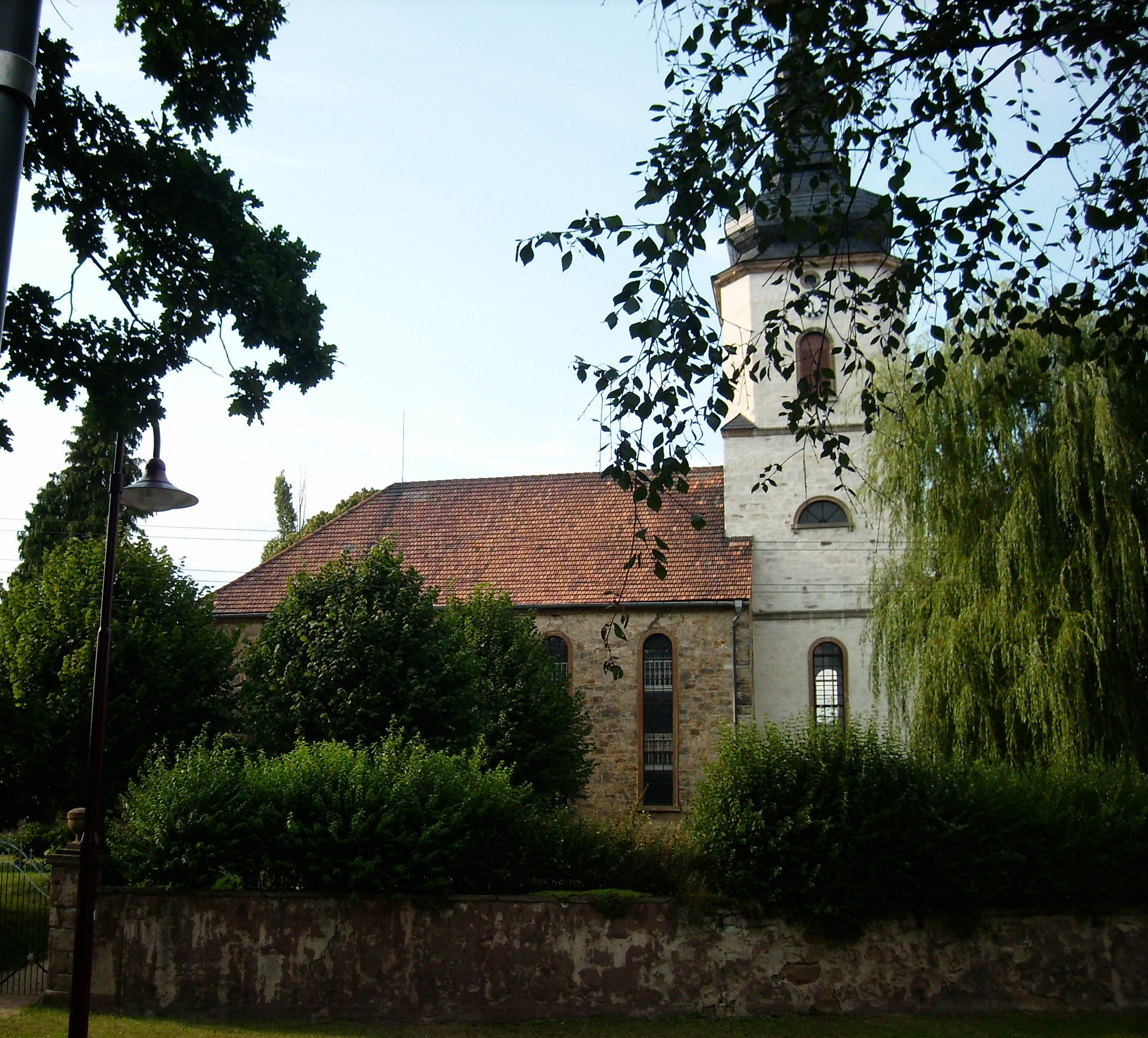
Die Kirche

Die evangelische Kirche St. Marien steht im Ortsteil Königshofen der Gemeinde Heideland im Saale-Holzland-Kreis in Thüringen. Sie gehört zum Pfarrbereich Eisenberg-Königshofen im Kirchenkreis Eisenberg der Evangelischen Kirche in Mitteldeutschland.

## Lage
Die Kirche St. Marien befindet sich zentral im Ort und ist weithin sichtbar.

## Geschichte
Die alte Kirche St. Marien wurde 1836 abgerissen. 1839 wurde die neue einschiffige Kirche eingeweiht. In der Mitte des Gotteshauses befindet sich ein Portal; hohe Rundbogenfenster gliedern die Front. Der Zwiebelturm ist 46 Meter hoch.

## Ausstattung
Die Ausstattung ist klassizistisch. An den Längsseiten des Kirchenschiffes stehen zweigeschossige Emporen auf dorischen Säulen. Der Chorbogen verstellt einen hohen Kanzelaltar, der durch einen korinthischen Pilaster dreigeteilt ist.

## Orgel
Die Orgel wurde 1837 von Johann August Poppe aus Jena eingebaut. Sie besitzt zwei Manuale und 22 Register und gilt somit als wertvollstes Instrument der zweiten Poppe-Generation.

## Glocken
Die Glocken wurden im Ersten Weltkrieg eingeschmolzen. Seit 1921 besteht ein Geläut aus Stahlglocken.

## Taufbecken
Das Taufbecken aus frühromanischer Zeit steht auf dem Kirchhof unter der großen Linde.